# Château de Cuzy
Le château de Cuzy ou Cusy est un château situé sur la commune de Cervon, dans le département français de la Nièvre.

## Situation
À l'Est de Cervon, sur le flanc d'une colline s'élève le château de Cuzy ou Cusy, au hameau du même nom, au finage de Cervon, dans le département de la Nièvre, en Morvan, au cœur de la Bourgogne-Franche-Comté.

## Historique
Cette bâtisse fut élevée au XVIIe siècle. Elle était le siège d'une seigneurie, avec ses dépendances, en toute justice mouvante du Comté de Château-Chinon à cause de la baronnie de Lormes.
Jean de La Forest et son beau-frère Jean de Coignard reprirent de fief en 1450. Leurs fils, nobles Guillaume et Claude, en étaient les seigneurs indivis en 1500. Paul de La Forest donna reconnaissance au comte de Château-Chinon François d'Orléans-Longueville en 1540. Il aurait embrassé quelque temps après les idées luthériennes. Sa petite-fille, Anne de La Forest, porta la seigneurie de Cuzy et de Marcilly, sur la paroisse de Cervon, à Pierre Leroy, chevalier, baron d'Alarde. Anne, veuve, épousa en secondes noces Louis de Jaucourt, sire de Dourdey et Domecy, dans la chapelle de Cuzy en présence des frères de l'époux : François, Louis, François et Elie de Jaucourt. De sa première union elle eut un fils, Nicolas-François Leroy (Le Roy), qui reprit de fief en 1698 du prince de Carignan qui lui reconnut le droit d'instituer juge, greffier, sergent et garde-bois. Il épousa Marguerite Le Gathelier (Gaftelier) qui lui donna un fils et une fille : Gabriel, décédé en 1699 et inhumé dans la chapelle du château. Anne, la fille, fut mariée à François Marie de Meung de La Ferté (Solière), seigneur du lieu, capitaine d'une compagnie dans le régiment Royal Cavalerie en la place du sieur de La Ferté, son oncle. Le mariage fut célébré le 2 juillet 1701 dans la chapelle du Château de Cuzy. 
François-Alexandre de la Chenaye-Aubert nous dit, lui, dans son Recueil de Généalogie pour servir de suppléments au Dictionnaire de la Noblesse: « Il épousa, après la mort de ses pere & mere, en préfence de ses freres, par contrat passé au château de Cusy, le 7 juillet 1701, Damoselle Anne Le Roy, fille majeure de Messire Nicolas-François le Roy, Seigneur de Lavault, La Fay, Cusy, &c & feu Dame Marguerite le Gaftelier, demeurant au château de Cusy, paroisse de Cervon; ce contrat est signé Buffy, Notaire-Royal à Lonne » Il poursuit par l'indication de la descendance de deux enfants : Jacques-Louis et Jean-François de Meung, qualifié de Sieur de la Ferté, mineur en 1732;
Cette terre était alors en indivis la propriété de Edme de La Corcelle, écuyer, seigneur de Bailly dont le fils Nicolas se disait seigneur de Cuzy en 1717. Claude de La Corcelle, Chevalier de Saint-Louis, capitaine du Régiment de la Sarre, sieur de Bailly et de Cuzy, testa le 24 janvier 1740 et fut inhumé dans la chapelle du château. Il légua 200 livres aux pauvres et voulu qu'il lui fût fait un obit par les chanoines de Cervon et un autre par les Capucins de Corbigny. François Leroy de La Corcelle, son neveu lieutenant du régiment de La Marche, fut son légataire universel.Jacques-Louis de La Ferté-Meun, comte de La Roche-Millay, seigneur de Solière, était le propriétaire des lieux en 1760. Son fils, Jacques-Louis II dit le Vicomte de Solière, le légua à la famille Guiétant de laquelle il passa par alliance à M. Bidault qui le possédait en 1865.
Antonio de Cadoine de Gabriac en devient propriétaire à la fin du XIXe siècle.

## Description des bâtiments
Châteaux
Bâtisse rectangulaire avec un étage surmontée de combles garnis de chiens-assis.
Dépendances
Chapelle
Dans cette chapelle eurent lieu différents événements familiaux : le mariage d'Anne de La Forest avec Louis de Jaucourt en présence des frères de ce dernier. Plus tard les épousailles d'Anne Leroy avec François-Marie de Meun de La Ferté-Solière le 2 juillet 1701. Les sépultures de Gabriel Leroy en 1699 et de Claude de La Corcelle en 1740.

## Seigneurs
- 1450 - Jean de La Forest et son beau-frère Jean de Coignard
- 1580 ca - Pierre Leroy
- 1698 - Nicolas François Leroy
- 1701 - François Marie de Meung de la Ferté-Solière
- 1717 - Edme de La Corcelle et son fils Nicolas de La Corcelle
- 1740 - Claude de La Corcelle
- 1760 - Jacques-Louis de la Ferté-Meun
- 1800 ca - Famille Guiétant
- 1865 - M. Bidault

## Armoiries
de la Maison de La Ferté-Meun:
" Ecartelé au Ier & 4e d'hermines au sautoir de gueules;qui est la Ferté au 2e & 3e, écartelé d'argent et de  gueules, qui est de Meun, supports deux hermines au naturel ".

## Visites
Propriété Privée ne se visite pas.